# Lista funkcjonariuszy służb ratowniczych zabitych w zamachach z 11 września 2001 roku

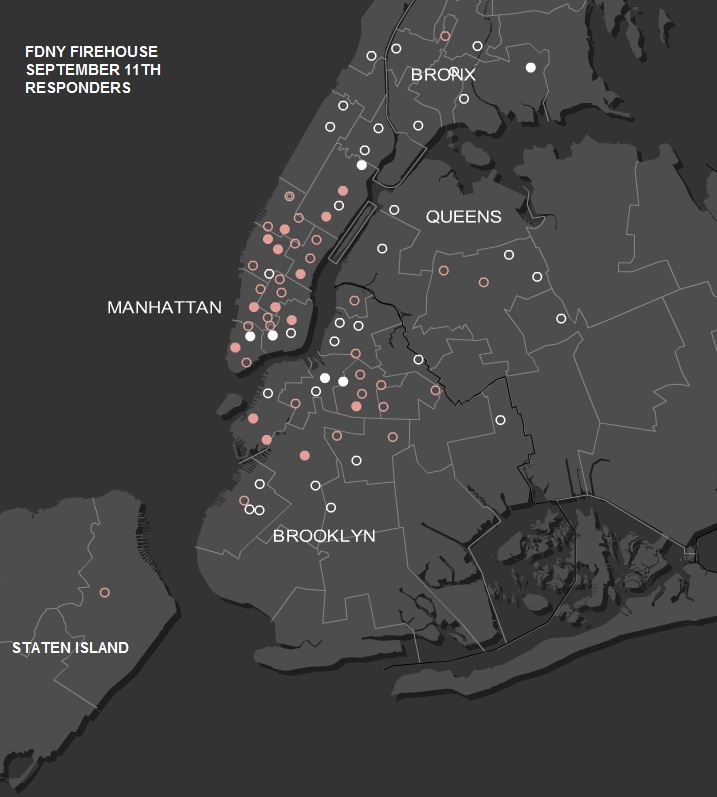
Mapa remiz Nowojorskiego Departamentu Straży Pożarnej (Fire Department of the City of New York; FDNY), które odpowiedziały na wezwanie do akcji ratowniczej w WTC. Kręgi oznaczają remizy, które odpowiedziały na wezwanie o pomoc ratowniczą w WTC. Pełne koła oznaczają grupę remiz, które odpowiedziały na wezwanie, natomiast różowym kolorem (kręgi i pełne koła) zaznaczono te remizy, które straciły 11 września 2001 r. przynajmniej jednego strażaka w akcji.

Lista funkcjonariuszy służb ratowniczych zabitych w zamachu z 11 września 2001 roku – poniższa lista przedstawia wszystkich funkcjonariuszy służb ratowniczych (straży pożarnej, policji i pogotowia ratunkowego), którzy zginęli podczas zamachów na World Trade Center w dniu 11 września 2001 roku.
Z 2977 osób jakie zginęły podczas zamachów z 11 września 2001 r., 412 z nich było pracownikami służb ratowniczych w Nowym Jorku, którzy odpowiedzieli na wezwania pomocy i ruszyli do akcji ratowniczej. Ofiary wśród funkcjonariuszy służb ratowniczych przedstawiają się następująco:
- 343 strażaków (włączając kapelana[1] i dwóch ratowników medycznych straży pożarnej) Nowojorskiego Departamentu Straży Pożarnej (Fire Department of the City of New York; FDNY[2]).
- 37 oficerów policji Zarządu Portu Departamentu Policji Nowego Jorku i New Jersey (Port Authority of New York and New Jersey Police Department; PAPD[3]).
- 23 oficerów policji Nowojorskiego Departamentu Policji (New York City Police Department; NYPD[4]).
- 8 sanitariuszy i ratowników medycznych prywatnej służby zdrowia[5].
- 1 funkcjonariusz Nowojorskiego Patrolu Straży Pożarnej (New York Fire Patrol; FPNY[6]).

## Ofiary wśród funkcjonariuszy straży pożarnej w liczbach
| Jednostka          | Dowódcy (Chief) | Kapitanowie (Captain) | Porucznicy (Lieutenant) | Strażacy (Firefighter) | Łącznie | Miejsce          |
| ------------------ | --------------- | --------------------- | ----------------------- | ---------------------- | ------- | ---------------- |
| Batalion 1         | 1               |                       | 1                       |                        | 2       | Północna Wieża   |
| Batalion 2         | 2               |                       |                         | 1                      | 3       | Północna Wieża   |
| Batalion 4         |                 |                       | 1                       |                        | 1       | Północna Wieża   |
| Batalion 6         | 1               |                       |                         |                        | 1       | Południowa Wieża |
| Batalion 7         | 1               |                       | 2                       |                        | 3       | Południowa Wieża |
| Batalion 8         | 1               |                       |                         | 1                      | 2       | Południowa Wieża |
| Batalion 9         | 2               |                       | 1                       | 2                      | 5       | Południowa Wieża |
| Batalion 11        | 1               |                       |                         |                        | 1       | Północna Wieża   |
| Batalion 12        | 1               |                       |                         |                        | 1       | Południowa Wieża |
| Batalion 22        |                 |                       | 1                       |                        | 1       | Północna Wieża   |
| Batalion 43        |                 |                       | 1                       |                        | 1       | Południowa Wieża |
| Batalion 47        |                 |                       | 1                       |                        | 1       | Południowa Wieża |
| Batalion 48        | 1               |                       |                         | 1                      | 2       | Północna Wieża   |
| Batalion 49        | 1               |                       |                         |                        | 1       | Południowa Wieża |
| Batalion 50        | 1               |                       |                         |                        | 1       | Północna Wieża   |
| Batalion 57        | 2               |                       |                         |                        | 2       | Południowa Wieża |
| Dywizja 1          |                 | 2                     |                         |                        | 2       | Północna Wieża   |
| Dywizja 11         |                 | 1                     |                         |                        | 1       | Południowa Wieża |
| Dywizja 15         | 1               | 2                     |                         |                        | 3       | Północna Wieża   |
| Engine 1           |                 |                       | 1                       | 1                      | 2       | Północna Wieża   |
| Engine 4           |                 |                       |                         | 4                      | 4       | Północna Wieża   |
| Engine 5           |                 |                       |                         | 1                      | 1       | Północna Wieża   |
| Engine 6           |                 |                       |                         | 3                      | 3       | Północna Wieża   |
| Engine 8           |                 |                       |                         | 1                      | 1       | Południowa Wieża |
| Engine 10          |                 |                       | 1                       | 2                      | 3       | Północna Wieża   |
| Engine 21          |                 | 1                     |                         |                        | 1       | Północna Wieża   |
| Engine 22          |                 |                       |                         | 4                      | 4       | Południowa Wieża |
| Engine 23          |                 |                       |                         | 4                      | 4       | Południowa Wieża |
| Engine 26          |                 | 1                     |                         | 1                      | 2       | Północna Wieża   |
| Engine 33          |                 |                       | 1                       | 4                      | 5       | Północna Wieża   |
| Engine 37          |                 |                       |                         | 1                      | 1       | Północna Wieża   |
| Engine 40          |                 |                       | 1                       | 5                      | 6       | Południowa Wieża |
| Engine 50          |                 |                       |                         | 1                      | 1       | Południowa Wieża |
| Engine 54          |                 |                       |                         | 4                      | 4       | Południowa Wieża |
| Engine 55          |                 |                       | 1                       | 3                      | 4       | Północna Wieża   |
| Engine 58          |                 |                       | 1                       |                        | 1       | Południowa Wieża |
| Engine 74          |                 |                       |                         | 1                      | 1       | Południowa Wieża |
| Engine 201         |                 |                       | 1                       | 3                      | 4       | Południowa Wieża |
| Engine 205         |                 |                       | 1                       |                        | 1       | Południowa Wieża |
| Engine 207         |                 |                       |                         | 3                      | 3       | Północna Wieża   |
| Engine 214         |                 |                       | 1                       | 3                      | 4       | Południowa Wieża |
| Engine 216         |                 |                       |                         | 1                      | 1       | Południowa Wieża |
| Engine 217         |                 |                       | 1                       | 2                      | 3       | Południowa Wieża |
| Engine 219         |                 |                       |                         | 1                      | 1       | Południowa Wieża |
| Engine 226         |                 |                       |                         | 3                      | 3       | Południowa Wieża |
| Engine 230         |                 |                       | 1                       | 5                      | 6       | Południowa Wieża |
| Engine 235         |                 |                       | 1                       | 4                      | 5       | Południowa Wieża |
| Engine 238         |                 |                       | 1                       |                        | 1       | Południowa Wieża |
| Engine 279         |                 |                       |                         | 3                      | 3       | Południowa Wieża |
| Engine 285         |                 |                       |                         | 1                      | 1       | Południowa Wieża |
| Haz-Mat 1          |                 |                       | 1                       | 6                      | 7       | Południowa Wieża |
| Ladder 2           |                 | 1                     |                         | 6                      | 7       | Południowa Wieża |
| Ladder 3           |                 | 1                     | 1                       | 9                      | 11      | Północna Wieża   |
| Ladder 4           |                 | 1                     | 1                       | 7                      | 9       | Południowa Wieża |
| Ladder 5           |                 |                       | 2                       | 6                      | 8       | Północna Wieża   |
| Ladder 7           |                 | 1                     |                         | 5                      | 6       | Południowa Wieża |
| Ladder 8           |                 | 1                     |                         |                        | 1       | Północna Wieża   |
| Ladder 9           |                 |                       |                         | 3                      | 3       | Północna Wieża   |
| Ladder 10          |                 |                       |                         | 1                      | 1       | Północna Wieża   |
| Ladder 11          |                 |                       | 1                       | 6                      | 7       | Południowa Wieża |
| Ladder 12          |                 |                       |                         | 2                      | 2       | Południowa Wieża |
| Ladder 13          |                 | 1                     |                         | 4                      | 5       | Północna Wieża   |
| Ladder 15          |                 |                       | 1                       | 7                      | 8       | Południowa Wieża |
| Ladder 16          |                 |                       | 1                       | 1                      | 2       | Południowa Wieża |
| Ladder 20          |                 | 1                     |                         | 6                      | 7       | Północna Wieża   |
| Ladder 21          |                 |                       |                         | 6                      | 6       | Południowa Wieża |
| Ladder 24          |                 | 1                     |                         | 1                      | 2       | Południowa Wieża |
| Ladder 25          |                 |                       | 1                       | 6                      | 7       | Południowa Wieża |
| Ladder 27          |                 |                       |                         | 1                      | 1       | Południowa Wieża |
| Ladder 35          |                 | 1                     |                         | 4                      | 5       | Południowa Wieża |
| Ladder 38          |                 |                       |                         | 1                      | 1       | Południowa Wieża |
| Ladder 42          |                 |                       |                         | 1                      | 1       | Północna Wieża   |
| Ladder 101         |                 |                       | 1                       | 6                      | 7       | Północna Wieża   |
| Ladder 105         |                 | 1                     |                         | 4                      | 5       | Południowa Wieża |
| Ladder 111         |                 |                       | 1                       |                        | 1       | Północna Wieża   |
| Ladder 118         |                 |                       | 1                       | 5                      | 6       | Południowa Wieża |
| Ladder 131         |                 |                       |                         | 1                      | 1       | Południowa Wieża |
| Ladder 132         |                 |                       |                         | 5                      | 5       | Południowa Wieża |
| Ladder 136         |                 |                       |                         | 1                      | 1       | Południowa Wieża |
| Rescue 1           |                 | 1                     | 1                       | 9                      | 11      | Północna Wieża   |
| Rescue 2           |                 |                       | 1                       | 6                      | 7       | Północna Wieża   |
| Rescue 3           |                 |                       |                         | 6                      | 6       | Południowa Wieża |
| Rescue 4           |                 | 1                     | 1                       | 4                      | 6       | Południowa Wieża |
| Rescue 5           |                 | 1                     | 2                       | 8                      | 11      | Północna Wieża   |
| Special Operations | 2               | 1                     | 2                       |                        | 5       | Północna Wieża   |
| Squad 1            |                 | 1                     | 3                       | 8                      | 12      | Południowa Wieża |
| Squad 18           |                 |                       | 1                       | 6                      | 7       | Północna Wieża   |
| Squad 41           |                 |                       | 1                       | 5                      | 6       | Północna Wieża   |
| Squad 252          |                 |                       |                         | 5                      | 5       | Północna Wieża   |
| Squad 288          |                 |                       | 1                       | 5                      | 6       | Południowa Wieża |
| Inne jednostki     | 5               |                       |                         | 5                      | 10      | Płn./Płd. Wieża  |
| Łącznie            | 23              | 22                    | 46                      | 252                    | 343     |                  |

### Lista ofiar wśród strażaków

Płonące wieże WTC przed ich zawaleniem się

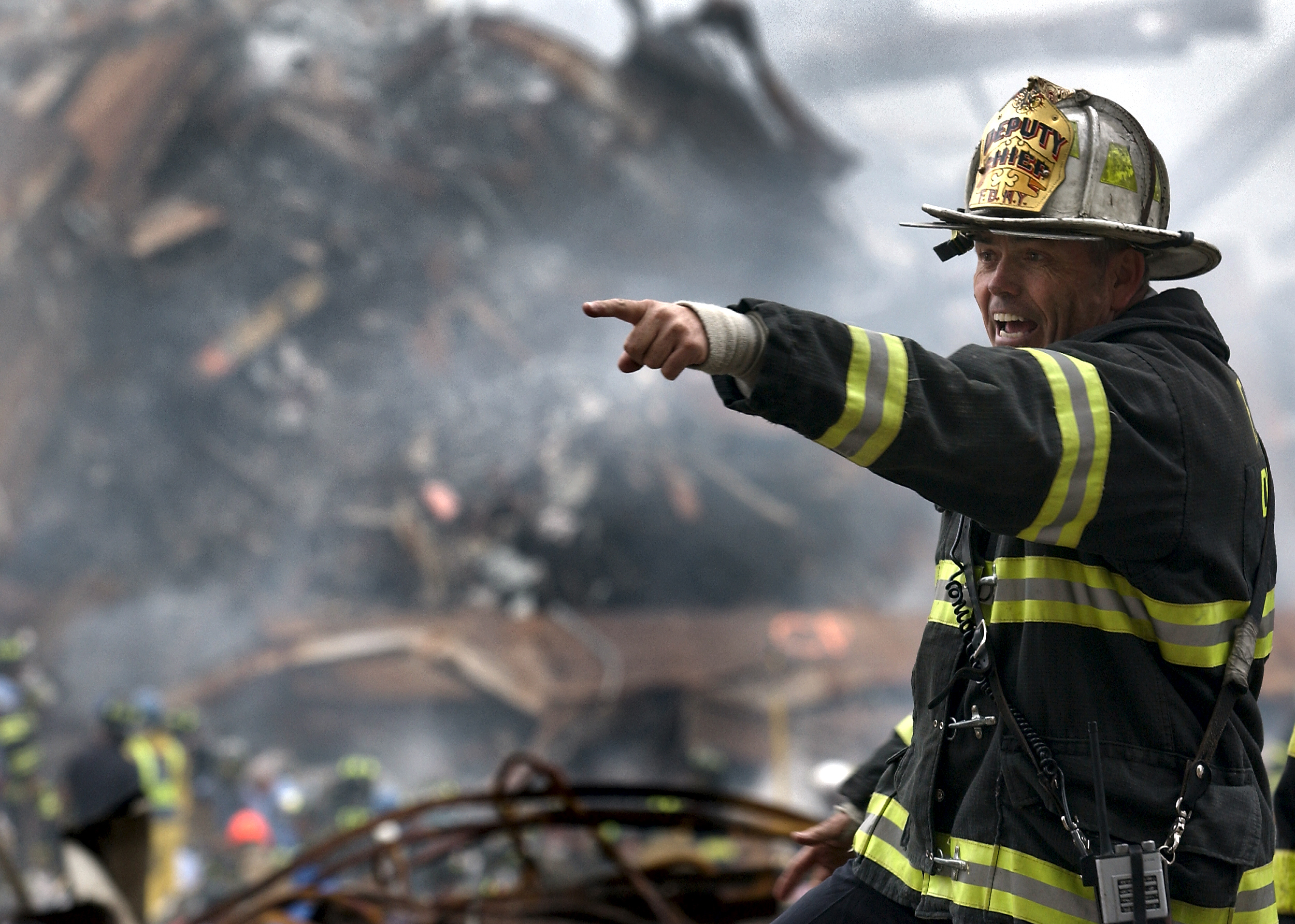
Zastępca dowódcy Nowojorskiego Departamentu Straży Pożarnej (NYFD) Joseph Curry koordynujący akcją ratowniczą w „Strefie Zero”; 14 września 2001 roku

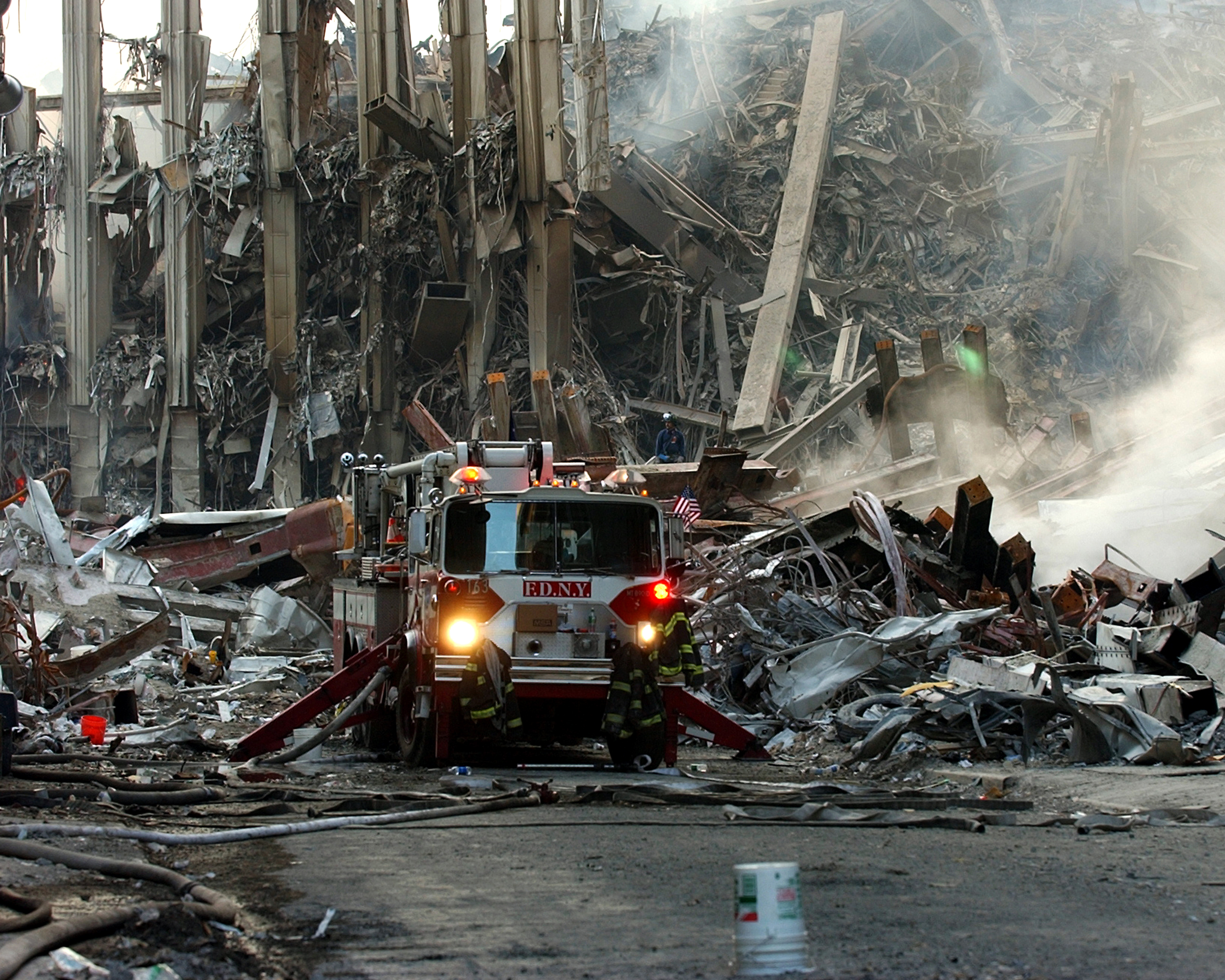
Wóz strażacki na gruzach World Trade Center; 16 września 2001 roku

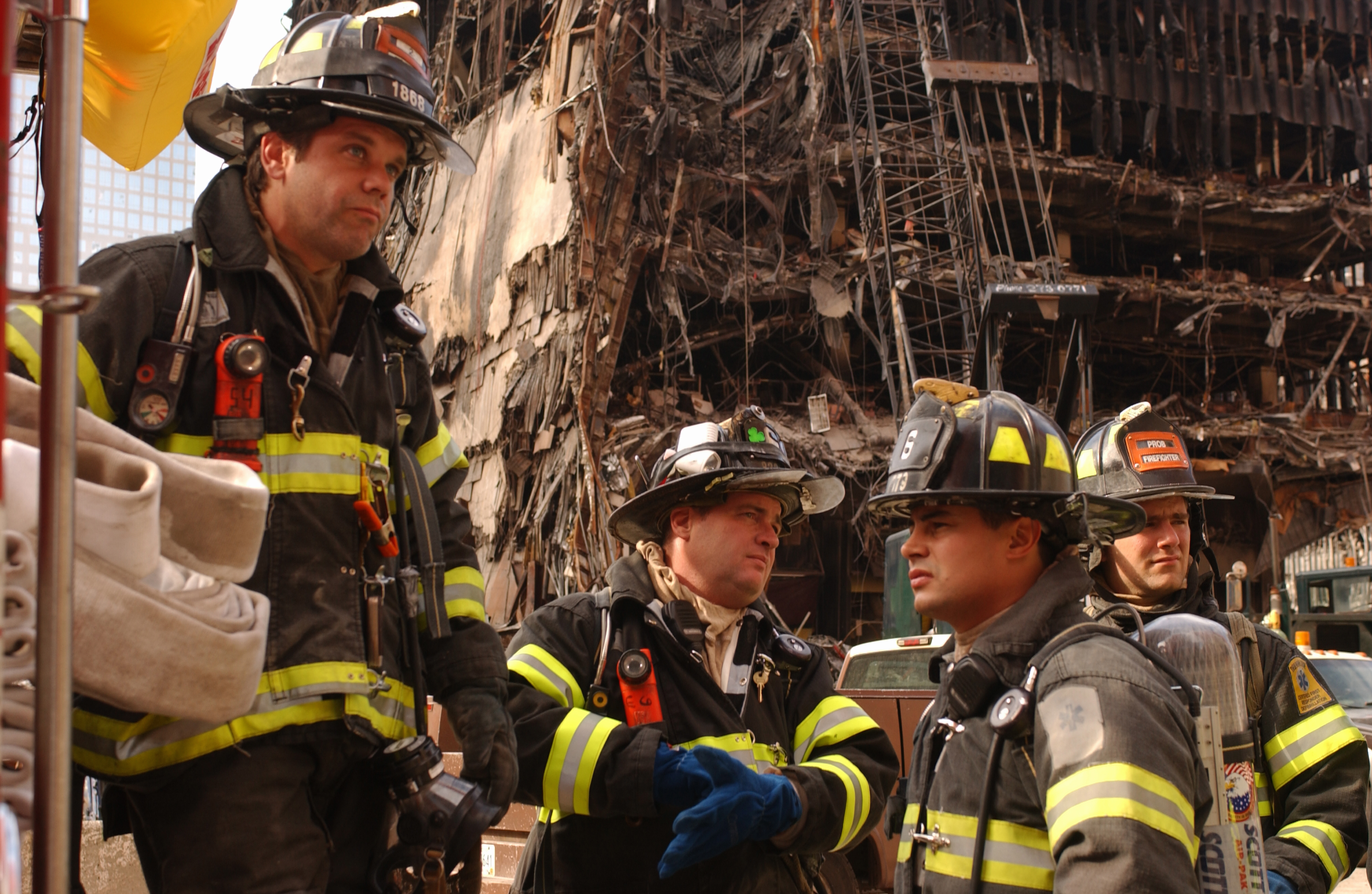
Nowojorscy strażacy na gruzach World Trade Center; 29 września 2001 roku

Poniższa tabela przedstawia z imienia i nazwiska strażaków, którzy zginęli w akcji ratowniczej w budynkach World Trade Center w dniu 11 września 2001 roku. Nowojorska Straż Pożarna straciła 11 września 2001 r. aż 343 funkcjonariuszy – najwięcej wśród wszystkich służb ratowniczych. Aż 75 remiz straciło przynajmniej jednego strażaka.
| Jednostka / stopień                              | Ofiary, wiek |
| Dowódca FDNY (FDNY Chief)                        | - Peter J. Ganci Jr, 54 |
| Komisarz FDNY (FDNY Commissioner)                | - William M. Feehan, 72 |
| Komendant FDNY (FDNY Marshal)                    | - Ronald Paul Bucca, 47 |
| Kapelan FDNY                                     | - Mychal Judge, 68 |
| Dowódcy ogólnomiejscy (Citywide Tour Commanders) | - dowódca Gerard A. Barbara, 53 - dow. Donald J. Burns, 61 |
| Batalion 1                                       | - dow. Matthew Lancelot Ryan, 54 - porucznik Paul Thomas Mitchell, 46 |
| Batalion 2                                       | - dow. William McGovern, 49 - dow. Richard Prunty, 57 - Faustino Apostol Jr, 55 |
| Batalion 4                                       | - por. Thomas O’Hagan, 43 |
| Batalion 6                                       | - dow. John P. Williamson, 46 |
| Batalion 7                                       | - dow. Orio Palmer, 45 - por. Stephen G. Harrell, 44 - por. Philip Scott Petti, 43 |
| Batalion 8                                       | - dow. Thomas Patrick DeAngelis, 51 - Thomas McCann, 45 |
| Batalion 9                                       | - dow. Dennis Lawrence Devlin, 51 - dow. Edward F. Geraghty, 45 - por. Charles William Garbarini, 44 - Carl Asaro, 39 - Alan D. Feinberg, 48 |
| Batalion 11                                      | - dow. John M. Paolillo, 51 |
| Batalion 12                                      | - por. Frederick Claude Scheffold Jr, 57 |
| Batalion 22                                      | - por. Charles Joseph Margiotta, 44 |
| Batalion 43                                      | - por. Geoffrey E. Guja, 49 |
| Batalion 47                                      | - por. Anthony Jovic, 39 |
| Batalion 48                                      | - dow. Joseph Grzelak, 52 - Michael Leopoldo Bocchino, 45 |
| Batalion 49                                      | - dow. John Moran, 42 |
| Batalion 50                                      | - dow. Lawrence T. Stack, 58 |
| Batalion 57                                      | - dow. Dennis Cross, 60 - dow. Joseph Ross Marchbanks Jr, 47 |
| Dywizja 1                                        | - kapitan Joseph D. Farrelly, 47 - kpt. Thomas Moody, 45 |
| Dywizja 11                                       | - kpt. Timothy M. Stackpole, 42 |
| Dywizja 15                                       | - dow. Thomas Theodore Haskell Jr, 37 - kpt. Martin J. Egan Jr, 36 - kpt. William O’Keefe, 48 |
| Engine 1                                         | - por. Andrew Desperito, 43 - Michael T. Weinberg, 34 |
| Engine 4                                         | - Calixto Anaya Jr, 35 - James C. Riches, 29 - Thomas G. Schoales, 27 - Paul A. Tegtmeier, 41 |
| Engine 5                                         | - Manuel Del Valle Jr, 32 |
| Engine 6                                         | - Paul Beyer, 37 - Thomas Holohan, 36 - William R. Johnston, 31 |
| Engine 8                                         | - Robert Parro, 35 |
| Engine 10                                        | - por. Gregg Arthur Atlas, 44 - Jeffrey James Olsen, 31 - Paul Pansini, 34 |
| Engine 21                                        | - kpt. William Francis Burke Jr, 46 |
| Engine 22                                        | - Thomas Anthony Casoria, 29 - Michael J. Elferis, 27 - Vincent D. Kane, 37 - Martin E. McWilliams, 35 |
| Engine 23                                        | - Robert McPadden, 30 - James Nicholas Pappageorge, 29 - Hector Luis Tirado Jr, 30 - Mark P. Whitford, 31 |
| Engine 26                                        | - kpt. Thomas Farino, 37 - Dana R Hannon, 29 |
| Engine 33                                        | - por. Kevin Pfeifer, 42 - David Arce, 36 - Michael Boyle, 37 - Robert Evans, 36 - Keithroy Marcellus Maynard, 30 |
| Engine 37                                        | - John Giordano, 47 |
| Engine 40                                        | - por. John F. Ginley, 37 - Kevin Bracken, 37 - Michael D. D’Auria, 25 - Bruce Gary, 51 - Michael F. Lynch, 30 - Steven Mercado, 38 |
| Engine 50                                        | - Robert W. Spear Jr, 30 |
| Engine 54                                        | - Paul John Gill, 34 - Jose Guadalupe, 37 - Leonard Ragaglia, 36 - Christopher Santora, 23 |
| Engine 55                                        | - por. Peter L. Freund, 45 - Robert Lane, 28 - Christopher Mozzillo, 27 - Stephen P. Russell, 40 |
| Engine 58                                        | - por. Robert B. Nagel, 55 |
| Engine 74                                        | - Ruben D. Correa, 44 |
| Engine 201                                       | - por. Paul Richard Martini, 37 - Gregory Joseph Buck, 37 - Christopher Pickford, 32 - John Albert Schardt, 34 |
| Engine 205                                       | - por. Robert Francis Wallace, 43 |
| Engine 207                                       | - Karl Henry Joseph, 25 - Shawn Edward Powell, 32 - Kevin O. Reilly, 28 |
| Engine 214                                       | - por. Carl John Bedigian, 35 - John Joseph Florio, 33 - Michael Edward Roberts, 31 - Kenneth Thomas Watson, 39 |
| Engine 216                                       | - Daniel Suhr, 37 |
| Engine 217                                       | - por. Kenneth Phelan, 41 - Steven Coakley, 36 - Neil Joseph Leavy, 34 |
| Engine 219                                       | - John Chipura, 39 |
| Engine 226                                       | - David Paul DeRubbio, 38 - Brian McAleese, 36 - Stanley S. Smagala Jr, 36 |
| Engine 230                                       | - por. Brian G. Ahearn, 43 - Frank Bonomo, 42 - Michael Scott Carlo, 34 - Jeffrey Stark, 30 - Eugene Whelan, 31 - Edward James White III, 30 |
| Engine 235                                       | - por. Steven Bates, 42 - Nicholas Paul Chiofalo, 39 - Francis Esposito, 32 - Lee S. Fehling, 28 - Lawrence G. Veling, 44 |
| Engine 238                                       | - por. Glenn E. Wilkinson, 46 |
| Engine 279                                       | - Ronnie Lee Henderson, 52 - Michael Ragusa, 29 - Anthony Rodriguez, 36 |
| Engine 285                                       | - Raymond R. York, 45 |
| Haz-Mat Operations                               | - dow. John Fanning, 54 |
| Haz-Mat 1                                        | - por. John A. Crisci, 48 - Dennis M. Carey, 51 - Martin N. DeMeo, 47 - Thomas Gardner, 39 - Jonathan R. Hohmann, 48 - Dennis Scauso, 46 - Kevin Joseph Smith, 47 |
| Ladder 2                                         | - kpt. Frederick Ill Jr, 49 - Michael J. Clarke, 27 - George DiPasquale, 33 - Denis P. Germain, 33 - Daniel Edward Harlin, 41 - Carl Molinaro, 32 - Dennis Michael Mulligan, 32 |
| Ladder 3                                         | - kpt. Patrick J. Brown, 48 - por. Kevin W. Donnelly, 43 - Michael Carroll, 39 - James Raymond Coyle, 26 - Gerard Dewan, 35 - Jeffrey John Giordano, 45 - Joseph Maloney, 45 - John Kevin McAvoy, 47 - Timothy Patrick McSweeney, 37 - Joseph J. Ogren, 30 - Steven John Olson, 38                      |
| Ladder 4                                         | - kpt. David Terence Wooley, 54 - por. Daniel O’Callaghan, 42 - Joseph Angelini Jr, 38 - Peter Brennan, 30 - Michael E. Brennan, 27 - Michael Haub, 34 - Michael F. Lynch, 33 - Samuel Oitice, 45 - John James Tipping II, 33                                                                           |
| Ladder 5                                         | - por. Vincent Francis Giammona, 40 - por. Michael Warchola, 51 - Louis Arena, 32 - Andrew Brunn, 28 - Thomas Hannafin, 36 - Paul Hanlon Keating, 38 - John A. Santore, 49 - Gregory Thomas Saucedo, 31                                                                                                 |
| Ladder 7                                         | - kpt. Vernon Allan Richard, 53 - George Cain, 35 - Robert Joseph Foti, 42 - Charles Mendez, 38 - Richard Muldowney Jr, 40 - Vincent Princiotta, 39 |
| Ladder 8                                         | - por. Vincent Gerard Halloran, 43 |
| Ladder 9                                         | - Gerard Baptiste, 35 - John P. Tierney, 27 - Jeffrey P. Walz, 37 |
| Ladder 10                                        | - Sean Patrick Tallon, 26 |
| Ladder 11                                        | - por. Michael Quilty, 42 - Michael F. Cammarata, 22 - Edward James Day, 45 - John F. Heffernan, 37 - Richard John Kelly Jr, 50 - Robert King Jr, 36 - Matthew Rogan, 37 |
| Ladder 12                                        | - Angel L. Juarbe Jr, 35 - Michael D. Mullan, 34 |
| Ladder 13                                        | - kpt. Walter G. Hynes, 46 - Thomas Hetzel, 33 - Dennis McHugh, 34 - Thomas E. Sabella, 44 - Gregory Stajk, 46 |
| Ladder 15                                        | - por. Joseph Gerard Leavey, 45 - Richard Lanard Allen, 30 - Arthur Thaddeus Barry, 35 - Thomas W. Kelly, 50 - Scott Kopytko, 32 - Scott Larsen, 35 - Douglas E. Oelschlager, 36 - Eric T. Olsen, 41 |
| Ladder 16                                        | - por. Raymond E. Murphy, 46 - Robert Curatolo, 31 |
| Ladder 20                                        | - kpt. John R. Fischer, 46 - John Patrick Burnside, 36 - James Michael Gray, 34 - Sean S. Hanley, 35 - David Laforge, 50 - Robert Thomas Linnane, 33 - Robert D. McMahon, 35 |
| Ladder 21                                        | - Gerald T. Atwood, 38 - Gerard Duffy, 53 - Keith Glascoe, 38 - Joseph Henry, 25 - William E. Krukowski, 36 - Benjamin Suarez, 34 |
| Ladder 24                                        | - kpt. Daniel J. Brethel, 43 - Stephen Elliot Belson, 51 |
| Ladder 25                                        | - por. Glenn C. Perry, 41 - Matthew Barnes, 37 - John Michael Collins, 42 - Kenneth Kumpel, 42 - Robert Minara, 54 - Joseph Rivelli, 43 - Paul G. Ruback, 50 |
| Ladder 27                                        | - John Marshall, 35 |
| Ladder 35                                        | - kpt. Frank Callahan, 51 - James Andrew Giberson, 43 - Vincent S. Morello, 34 - Michael Otten, 42 - Michael Roberts, 30 |
| Ladder 38                                        | - Joseph Spor Jr, 35 |
| Ladder 42                                        | - Peter Alexander Bielfeld, 44 |
| Ladder 101                                       | - por. Joseph Gullickson, 37 - Patrick Byrne, 39 - Salvatore B. Calabro, 38 - Brian Cannizzaro, 30 - Thomas J. Kennedy, 36 - Joseph Maffeo, 31 - Terence A. McShane, 37 |
| Ladder 105                                       | - kpt. Vincent Brunton, 43 - Thomas Richard Kelly, 39 - Henry Alfred Miller Jr, 51 - Dennis O’Berg, 28 - Frank Anthony Palombo, 46 |
| Ladder 111                                       | - por. Christopher P. Sullivan, 39 |
| Ladder 118                                       | - por. Robert M. Regan, 48 - Joseph Agnello, 35 - Vernon Paul Cherry, 49 - Scott Matthew Davidson, 33 - Leon Smith Jr, 48 - Peter Anthony Vega, 36 |
| Ladder 131                                       | - Christian Michael Otto Regenhard, 28 |
| Ladder 132                                       | - Andrew Jordan, 36 - Michael Kiefer, 25 - Thomas Mingione, 34 - John T. Vigiano II, 36 - Sergio Villanueva, 33 |
| Ladder 136                                       | - Michael Joseph Cawley, 32 |
| Rescue 1                                         | - kpt. Terence S. Hatton, 41 - por. Dennis Mojica, 50 - Joseph Angelini Sr, 63 - Gary Geidel, 44 - William Henry, 49 - Kenneth Joseph Marino, 40 - Michael Montesi, 39 - Gerard Terence Nevins, 46 - Patrick J. O’Keefe, 44 - Brian Edward Sweeney, 29 - David M. Weiss, 41                             |
| Rescue 2                                         | - por. Peter C. Martin, 43 - William David Lake, 44 - Daniel F. Libretti, 43 - John Napolitano, 32 - Kevin O’Rourke, 44 - Lincoln Quappe, 38 - Edward Rall, 44 |
| Rescue 3                                         | - Christopher Joseph Blackwell, 42 - Thomas Foley, 32 - Thomas Gambino Jr, 48 - Raymond Meisenheimer, 46 - Donald J. Regan, 47 - Gerard Patrick Schrang, 45 |
| Rescue 4                                         | - kpt. Brian Hickey, 47 - por. Kevin Dowdell, 46 - Terrence Patrick Farrell, 45 - William J. Mahoney, 37 - Peter Allen Nelson, 42 - Durrell V. Pearsall, 34 |
| Rescue 5                                         | - kpt. Louis Joseph Modafferi, 45 - por. Harvey Harrell, 49 - Lt. Joseph A. Mascali, 44 - John P. Bergin, 39 - Carl Vincent Bini, 44 - Michael Curtis Fiore, 46 - Andre G. Fletcher, 37 - Douglas Charles Miller, 34 - Jeffrey Matthew Palazzo, 33 - Nicholas P. Rossomando, 35 - Allan Tarasiewicz, 45 |
| Batalion bezpieczeństwa (Safety Battalion)       | - Robert J. Crawford, 62 |
| Special Operations                               | - dow. Raymond Matthew Downey, 63 - dow. Charles Kasper, 54 - kpt. Patrick J. Waters, 44 - por. Timothy Higgins, 43 - por. Michael Thomas Russo Sr, 44 |
| Squad 1                                          | - kpt. James M. Amato, 43 - por. Edward A. D’Atri, 38 - por. Michael Esposito, 41 - por. Michael N. Fodor, 53 - Brian Bilcher, 37 - Gary Box, 37 - Thomas M. Butler, 37 - Peter Carroll, 42 - Robert Cordice, 28 - David J. Fontana, 37 - Matthew David Garvey, 37 - Stephen Gerard Siller, 34          |
| Squad 18                                         | - por. William E. McGinn, 43 - Eric Allen, 44 - Andrew Fredericks, 40 - David Halderman, 40 - Timothy Haskell, 34 - Manuel Mojica, 37 - Lawrence Virgilio, 38 |
| Squad 41                                         | - por. Michael K. Healey, 42 - Thomas Patrick Cullen III, 31 - Robert Hamilton, 43 - Michael J. Lyons, 32 - Gregory Sikorsky, 34 - R. Bruce Van Hine, 48 |
| Squad 252                                        | - Tarel Coleman, 32 - Thomas Kuveikis, 48 - Peter J. Langone, 41 - Patrick Lyons, 34 - Kevin Prior, 28 |
| Squad 288                                        | - por. Ronald T. Kerwin, 42 - Ronnie E. Gies, 43 - Joseph Hunter, 31 - Jonathan Lee Ielpi, 29 - Adam David Rand, 30 - Timothy Matthew Welty, 34 |
| Batalion 49                                      | - ratownik medyczny Carlos R. Lillo, 37 |
| Batalion 57                                      | - ratownik medyczny Ricardo J. Quinn, 40 |

## Ofiary wśród funkcjonariuszy Zarządu Portu Departamentu Policji Nowego Jorku i New Jersey
W czasie zamachu z 11 września 2001 r. funkcjonariusze policji Zarządu Portu Departamentu Policji Nowego Jorku i New Jersey zajmowali się ewakuacją cywili z obu płonących wież. Tuż przed zawaleniem się Północnej Wieży superintendent Ferdinand V. Morrone był widziany na 45. piętrze tej wieży, gdzie zarządzał ewakuacją cywili. Dowódca James A. Romito wraz z kilkoma innymi funkcjonariuszami pomagał strażakom w ewakuacji cywili (również w Północnej Wieży) na poziomie 31. piętra. Jednostka PAPD straciła 37 funkcjonariuszy oraz jednego psa służbowego. Zabici z jednostki PAPD zostali wyszczególnieni ze stopnia, imienia i nazwiska, a także podano wiek ofiar w momencie śmierci:
- superintendent Ferdinand V. Morrone, 63
- dowódca James A. Romito, 51
- porucznik Robert D. Cirri, 39
- inspektor Anthony P. Infante Jr, 47
- kapitan Kathy Nancy Mazza, 46
- sierżant Robert M. Kaulfers, 49
- Donald James McIntyre, 38
- Walter Arthur McNeil, 53
- Joseph Michael Navas, 44
- James Nelson, 40
- Alfonse J. Niedermeyer, 40
- James Wendell Parham, 32
- Dominick A. Pezzulo, 36
- Antonio J. Rodrigues, 35
- Richard Rodriguez, 31
- Bruce Albert Reynolds, 41
- Christopher C. Amoroso, 29
- Maurice V. Barry, 48
- Clinton Davis Sr, 38
- Donald A. Foreman, 53
- Gregg J. Froehner, 46
- Uhuru Gonga Houston, 32
- George G. Howard, 44
- Thomas E. Gorman, 41
- Stephen Huczko Jr, 44
- Paul William Jurgens, 47
- Liam Callahan, 44
- Paul Laszczynski, 49
- David Prudencio LeMagne, 27
- John Joseph Lennon Jr, 44
- John Dennis Levi, 50
- James Francis Lynch, 47
- John P. Skala, 31
- Walwyn W. Stuart Jr, 28
- Kenneth F. Tietjen, 31
- Nathaniel Webb, 56
- Michael T. Wholey, 34
- Sirius, K-9

## Ofiary wśród funkcjonariuszy Nowojorskiego Departamentu Policji

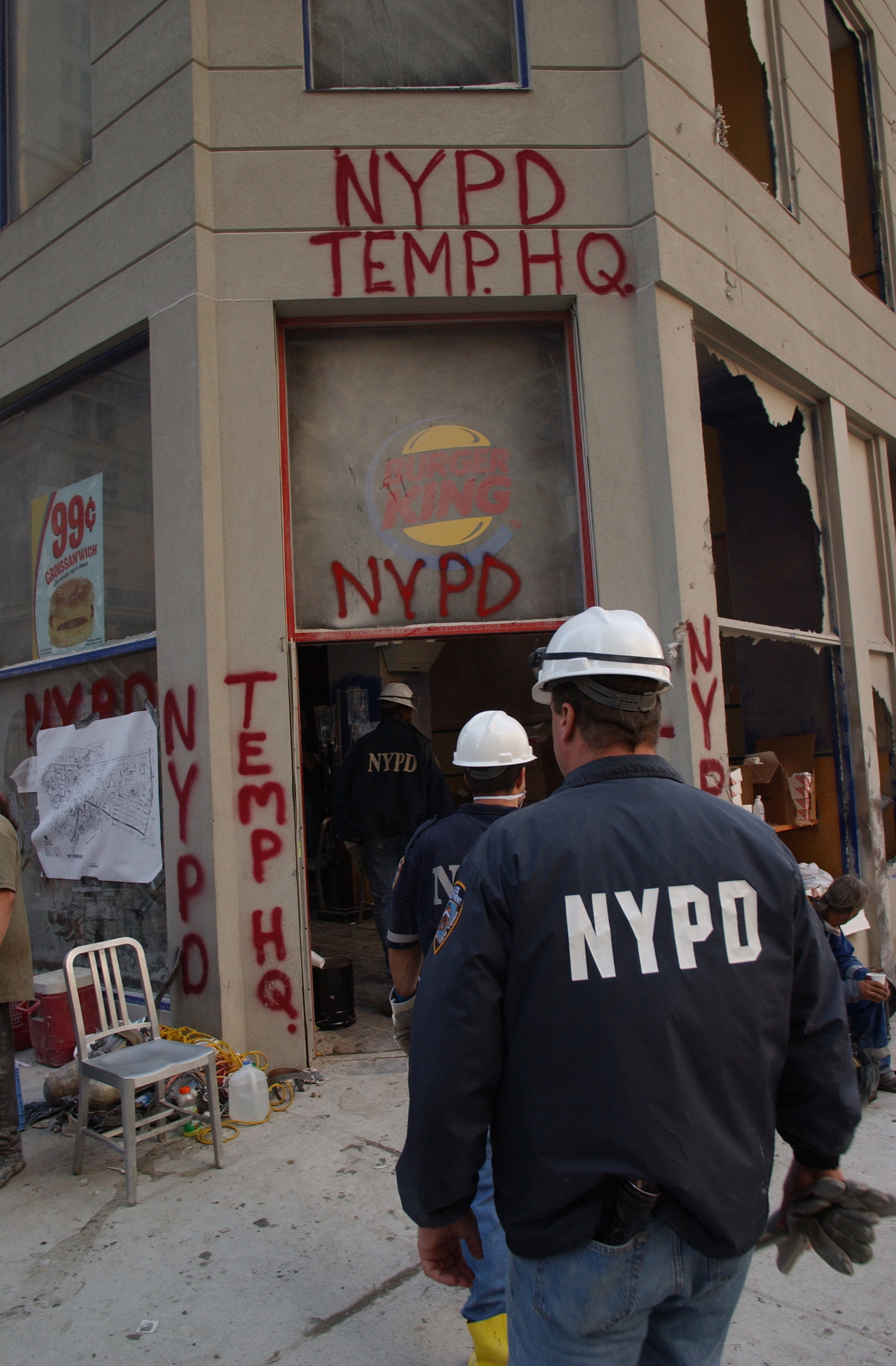
Tymczasowy sztab Nowojorskiego Departamentu Policji przy 106 Liberty St., leżący nieopodal World Trade Center; 11 września 2001 roku.

Departament Policji miasta Nowy Jork stracił 11 września 2001 r. 23 funkcjonariuszy. Lista przedstawia kolejno: stopień, imię i nazwisko oraz wiek ofiary w momencie śmierci:
- sierżant Timothy A. Roy Sr, 36
- sierż. John Gerard Coughlin, 43
- sierż. Rodney C. Gillis, 33
- sierż. Michael S. Curtin, 45
- detektyw Joseph V. Vigiano, 34
- det. Claude Daniel Richards, 46
- Moira Ann Smith, 38 – czasopismo Glamour pośmiertnie nadało jej tytuł „Kobiety Roku 2001”[10].
- Ramon Suarez, 45
- Paul Talty, 40
- Santos Valentin Jr, 39
- Walter E. Weaver, 30
- Ronald Philip Kloepfer, 39
- Thomas M. Langone, 39
- James Patrick Leahy, 38
- Brian Grady McDonnell, 38
- John William Perry, 38 – aktor i funkcjonariusz policji, który znany był z telewizyjnych seriali takich jak Nowojorscy gliniarze i Tylko jedno życie. 11 września 2001 r. składał wniosek dotyczący przejścia na emeryturę, w budynku 1 Police Plaza. W czasie zamachu ruszył na ratunek poszkodowanym[11].
- Glen Kerrin Pettit, 30
- John D’Allara, 47
- Vincent Danz, 38
- Jerome M. P. Dominguez, 37
- Stephen P. Driscoll, 38
- Mark Joseph Ellis, 26
- Robert Fazio Jr, 41

## Ofiary wśród pracowników prywatnej służby zdrowia
W zamachach z 11 września 2001 r. zginęło ośmiu pracowników prywatnej służby medycznej (sanitariuszy, ratowników medycznych). Ofiary z imienia i nazwiska, wieku oraz funkcji przedstawiono poniżej:
- Keith Fairben, 24 – ratownik medyczny, pracownik Nowojorskiego Szpitala Prezbiteriańskiego (NewYork–Presbyterian Hospital).
- Richard Pearlman, 18 – sanitariusz, pracownik pogotowia ratunkowego Forest Hills Volunteer Ambulance.
- Mario Santoro, 28 – ratownik medyczny, pracownik Nowojorskiego Prezbiteriańskiego Centrum Medycznego (New York Presbyterian Medical Center).
- Yamel Merino, 24 – sanitariuszka centrum medycznego Metrocare/Montefiore Medical Center.
- Mohammad Salman Hamdani, 23 – Amerykanin arabskiego pochodzenia. Certyfikowany sanitariusz Nowojorskiego Departamentu Straży Pożarnej, a także funkcjonariusz Korpusu Kadetów Nowojorskiego Departamentu Policji (New York City Police Department Cadet Corps).
- Marc Sullins, 30 – sanitariusz, pracownik Cabrini Medical Center.
- Mark Schwartz, 50 – sanitariusz, pracownik Hunter Ambulance.
- Jeff Simpson, 38 – sanitariusz, pracownik Dumfries-Triangle Rescue Squad, a także pracownik Oracle Corporation.

## Ofiary wśród Nowojorskiego Patrolu Straży Pożarnej
Nowojorski Patrol Straży Pożarnej (New York Fire Patrol) stracił w wyniku zamachów z 11 września 2001 r. jednego funkcjonariusza:
- Keith Roma, 27 – funkcjonariusz Nowojorskiego Patrolu Straży Pożarnej, Jednostka nr 2 Greenwich Village.